# 全球在地論壇
全球在地論壇（英語：Glocal Forum）是一個不同國家的城市之間合作的國際組織，旨在鼓勵非政府組織於國際上的發展，全球在地論壇強調城市在發展國際關係中的作用，並贊同全球在地化的願景。